# Jodok Salzmann
Pour les articles homonymes, voir Salzmann.
Jodok Salzmann, né le 27 mars 1995 à Dornbirn, est un coureur cycliste autrichien.

## Biographie
En aout 2020, il termine neuvième du championnat d'Autriche du contre-la-montre.

## Palmarès sur route

### Par année
- 2017
  - 3e du Grand Prix cycliste de Gemenc
- 2018
  - 2eb étape du Tour de Bihor (contre-la-montre)

### Classements mondiaux
| Année                                 | 2017  | 2018  | 2019 | 2020  | 2021  |
| ------------------------------------- | ----- | ----- | ---- | ----- | ----- |
| Classement mondial                    | 1499e | 1603e | 893e | 2046e | 2301e |
| UCI Europe Tour                       | 957e  | 1083e | 649e | 1485e | 1534e |
|                                       |       |       |      |       |       |
| Légende : nc = non classéSource : UCI |       |       |      |       |       |

## Palmarès en VTT

### Championnats d'Autriche
- 2013
  - 2e du championnat d'Autriche de cross-country juniors